# Seborga
Seborga este un oraș în provincia Imperia, în regiunea Liguria, Italia.

## Localități înfrățite

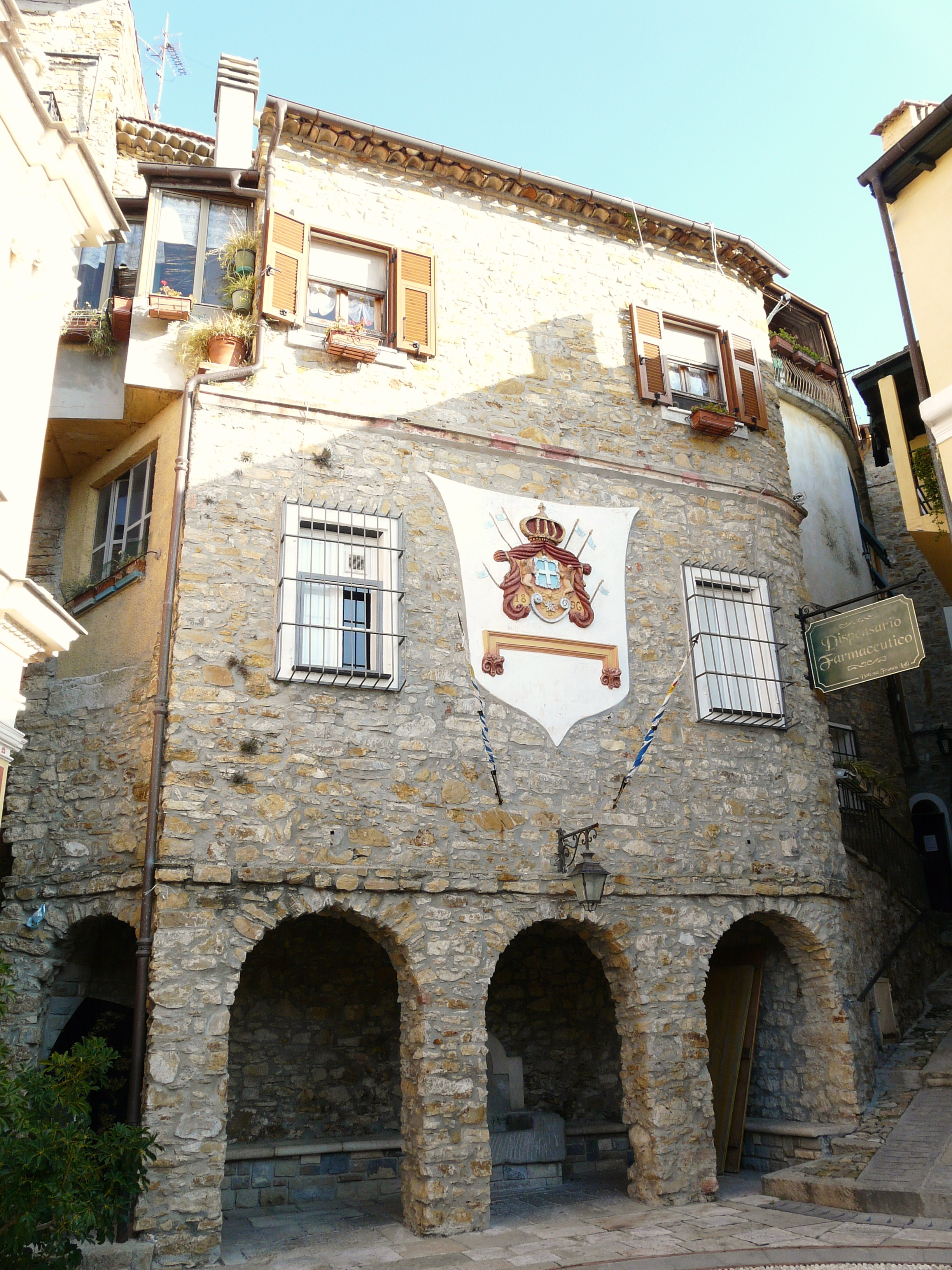
Palazzo dei Monaci

- Italia, Liguria, Imperia

## Demografie
Seborga - evoluția demografică

|  | Graficele sunt indisponibile din cauza unor probleme tehnice. Mai multe informații se găsesc la Phabricator și la wiki-ul MediaWiki. |

Date: Recensăminte sau birourile de statistică - grafică realizată de Wikipedia